# Палмас (Парана)
Палмас (порт. Palmas) — муниципалитет в Бразилии, входит в штат Парана. Составная часть мезорегиона Юго-центральная часть штата Парана. Входит в экономико-статистический микрорегион Палмас. Население составляет 39 927 человек на 2007 год. Занимает площадь 1567,361 км². Плотность населения — 25,1 чел./км².

## История
Город основан 14 апреля 1879 года.

## Статистика
- Валовой внутренний продукт на 2003 год составляет 306 848 303,00 реалов (данные: Бразильский институт географии и статистики).
- Валовой внутренний продукт на душу населения на 2003 год составляет 8224,73 реалов (данные: Бразильский институт географии и статистики).
- Индекс развития человеческого потенциала на 2000 год составляет 0,737 (данные: Программа развития ООН).

## География
Климат местности: субтропический. В соответствии с классификацией Кёппена, климат относится к категории Cfb.